# Franco Cardini
Franco Cardini (* 5. August 1940 in Florenz) ist ein italienischer Historiker und Professor für Mittelalterliche Geschichte an der Universität Florenz.

## Leben
Nach dem Studium der Geschichte an den Universitäten von Florenz, Poitiers und Moskau arbeitete und lehrte er in Paris, Göttingen, Wien, Madrid, Boston, Turku, São Paulo, Jerusalem, Damaskus und Bari, bevor er 1989 seinen Lehrstuhl in Florenz übernahm. Seit 2007 ist er Direktor des Centro di Studi sulle Arti e le Culture dell’Oriente dell’Università Internazionale dell’Arte di Firenze.
Neben seinen wissenschaftlichen Studien trat er durch eine Vielzahl von Veröffentlichungen zur Geschichte des Mittelalters, Jerusalems und der Kreuzzüge, insbesondere zum Verhältnis zwischen Christentum und Islam hervor. Des Weiteren arbeitete er auf dem Gebiet der Erforschung der mittelalterlichen Alltagskultur der Toskana.
Im Laufe der Jahre schrieb er für Zeitungen wie Il Giornale, Il Tempo, Storia Illustrata und Panorama. Darüber hinaus publizierte er historische Romane, die im Milieu der Kreuzzüge spielen, und saß zwischen 1994 und 1996 im Verwaltungsrat der RAI.
In seiner Jugend war Cardini eingeschriebenes Mitglied des neofaschistischen Movimento Sociale Italiano und der zur Neuen Rechten zählenden Jeune Europe des Belgiers Jean Thiriart.

## Schriften
Werke in italienischer Originalsprache
- Magia, stregoneria, superstizioni nell’Occidente medievale. La nuova Italia, Florenz 1979.
- Alle radici della cavalleria medievale. La nuova Italia, Florenz 1981 (und zahlreiche Neuausgaben, zuletzt im Verlag Il Mulino, Bologna 2014, ISBN 978-88-15-25101-5).
- Quell’antica festa crudele. Guerra e cultura della guerra dall’età feudale alla Grande Rivoluzione. Sansoni, Florenz 1982.
  - Neuausgabe unter dem Titel Quell’antica festa crudele. Guerra e cultura della guerra dal medioevo alla Rivoluzione Francese. Il Saggiatore, Mailand 1987 (und weitere Auflagen, zuletzt im Verlag Il Mulino, Bologna 2013, ISBN 978-88-15-24720-9).
- I giorni del Sacro. Il libro delle feste. La nuova Italia, Florenz 1983 (und weitere Ausgaben)
- Il Barbarossa. Vita, trionfi e illusioni di Federico I imperatore. Mondadori, Mailand 1985 (und zahlreiche weitere Auflagen, zuletzt 2003, ISBN 88-04-47163-8).
- als Hrsg.: Il Barbarossa in Lombardia. Comuni ed imperatore nelle cronache contemporanee. Europìa, Novara 1987.
- Minima mediaevalia. Arnaud, Florenz 1987 (Aufsatzsammlung).
- mit Gabriella Bartolini: Nel nome di Dio facemmo vela. Viaggio in Oriente di un pellegrino medievale. Editori Laterza, Rom/Bari 1991, ISBN 978-88-420-3836-8.
- Il guerriero e il cavaliere. Editori Laterza, Rom/Bari 1993, ISBN 978-88-581-0041-7.
- Noi e l’Islam. Un incontro possibile? Editori Laterza, Rom/Bari 1994, ISBN 978-88-420-4472-7.
- mit Teresa Buongiorno: Il feroce Saladino e Riccardo Cuordileone. Editori Laterza, Rom/Bari 1999, ISBN 978-88-420-5883-0.
- La crociata dei fanciulli. Giunti, Florenz 1999, ISBN 880-921770-5.
- Federico Barbarossa. Il sogno dell’Impero. De Agostini, Novara / Rizzoli Periodici, Mailand 2000.
- als Hrsg.: Gostanza, la strega di San Miniato. Editori Laterza, Rom/Bari 2001, ISBN 978-88-420-6437-4.
- als Hrsg.: La paura e l’arroganza. Editori Laterza, Rom/Bari 2003, ISBN 978-88-420-7154-9.
- Astrea e i Titani. Le lobbies americane alla conquista del mondo. Editori Laterza, Rom/Bari 2005, ISBN 978-88-420-7543-1.
- Europa e Islam. Storia di un malinteso. 2007, Editori Laterza, Rom/Bari, Neuauflage 2021, ISBN 978-88-420-8281-1.
- 1478. La congiura dei Pazzi. Editori Laterza, Rom/Bari 2008, ISBN 978-88-581-0822-2.
- Il Turco a Vienna. Storia del grande assedio del 1683. Editori Laterza, Rom/Bari 2015, ISBN 978-88-581-0887-1.
- mit Massimo Miglio: Nostalgia del paradiso. Il giardino medievale. Editori Laterza, Rom/Bari 2015, ISBN 978-88-581-2189-4.
- L’ipocrisia dell’Occidente. Il Califfo, il terrore e la storia. Editori Laterza, Rom/Bari 2016, ISBN 978-88-581-3223-4.
- “L’Islam è una minaccia” (Falso!). Editori Laterza, Rom/Bari 2016, ISBN 978-88-581-2369-0 (sechs Auflagen bis 2021).
- mit Barbara Frale: Potere e vendetta nella Firenze dei Medici. Editori Laterza, Rom/Bari 2016, ISBN 978-88-581-3365-1.
- L’avventura di un povero cavaliere del Cristo. Frate Francesco, Dante, madonna Povertà. Editori Laterza, Rom/Bari 2021, ISBN 978-88-581-4511-1.

Deutsche Übersetzungen
- Friedrich I. Barbarossa. Kaiser des Abendlandes. Styria, Graz 1990, ISBN 3-222-11971-6.
- mit Mariateresa Fumagalli Beonio-Brocchieri (Hrsg.): Universitäten im Mittelalter. Die europäischen Stätten des Wissens. Südwest-Verlag, München 1991, ISBN 3-517-01272-6.
- Assisi. Mit Fotos von Elio Ciol. Metamorphosis-Verlag, München 1992, ISBN 3-928692-04-6.
- Zeitenwende. Europa und die Welt vor tausend Jahren. Belser Verlag, Stuttgart und Zürich 1995, ISBN 3-7630-2320-8.
- An den Höfen der Päpste. Glanz und Größe der Weltmacht Vatikan. Pattloch, Augsburg 1996, ISBN 3-629-00108-4.
- Europa und der Islam. Geschichte eines Mißverständnisses. C.H. Beck, München 2000, ISBN 3-406-46387-8 (Neuausgabe 2004, ISBN 3-406-51096-5).
- Toskana. Landschaft, Geschichte, Kunst; mit Darstellungen von einunddreißig Städten. Scala, Florenz 2003, ISBN 88-8117-482-0.
- Die Heiligen Drei Könige im Palazzo Medici. Schnell & Steiner, Regensburg 2004, ISBN 3-7954-1689-2.
- Das Mittelalter. Wissenschaftliche Buchgesellschaft, Darmstadt 2012, ISBN 978-3-534-24883-4.
- mit Antonio Musarra: Die große Geschichte der Kreuzzüge. Theiss, Darmstadt 2022, ISBN 978-3-806-24419-9.

Historische Romane
- L’avventura di un povero crociato. Mondadori, Milano 1997, ISBN 88-04-37936-7.
- Il Signore della paura. Tre cavalieri verso la Samarcanda di Tamerlano. Mondadori, Milano 2007, ISBN 978-88-04-52986-6.

Kinderbuch
Ivar e Svala fratelli vichinghi. Illustriert von L. Villani, Editori Laterza, Rom/Bari 2014, ISBN 978-88-581-1273-1.